# لو جورنال إبدومادير
لو جورنال إبدومادير (بالفرنسية: Le Journal Hebdomadaire)، وقد يختصر اسمها إلى لو جورنال إبدو (بالفرنسية: Le Journal Hebdo) وتعني «الجريدة الأسبوعية» هي مجلة أسبوعية مغربية كانت تصدر بالفرنسية في الدار البيضاء بين عامي 1997 و2010. شارك في تأسيسها أبو بكر الجامعي، الذي شارك أيضًا في تأسيس نظيرتها العربية «الصحيفة الأسبوعية» سنة 1998.
صدر العدد الأول من المجلة في 17 نوفمبر 1997، واتخذ مؤسسوها صحيفة الباييس الإسبانية مثالًا لها؛ إذ كانت قد صدرت في البداية كصحيفة أسبوعية تحت حكم فرانسيسكو فرانكو، قبل أن تنمو وتتحول إلى شبكة إعلامية كاملة.